# Filip Križan
Filip Križan (Zagreb, 23. svibnja 1987.) je hrvatski kazališni, filmski i televizijski glumac.

## Životopis
Odrastao je u Fažani u kojoj završava gimnaziju. Kao srednjoškolac počinje se baviti kazalištem pod mentorstvom Roberta Raponje, te glumi u brojnim dječjim predstavama. Upisuje Akademiju dramske umjetnosti u Zagrebu 2006. Prvi profesionalni angažman u kazalištu pružio mu je slovenski redatelj Tomaž Pandur 2008. godine u predstavi "Kaligula" Kazališta Gavella. U ansamblu Kazališta Gavelle je od listopada 2009. godine. Oženjen je s glumicom Ivom Visković Križan.

## Filmografija

### Televizijske uloge
- "Operacija Kajman" kao Ninin ljubavnik (2007.)
- "Mamutica" kao Robert "Robi" Kovačević (2008. – 2010.)
- "Dobre namjere" kao porno glumac (2008.)
- "Odmori se, zaslužio si" kao novinar (2009.)
- "Bitange i princeze" kao Lino Debanić (2010.)
- "Stipe u gostima" kao Bruno (2011.)
- "Provodi i sprovodi" kao Zlatan (2011.)
- "Da sam ja netko" kao Filip (2015.)
- "Nestali"  kao Nervoza (2020. - 2022.)
- "Blago nama" kao Boris Pavić (2020. – 2022.)

### Filmske uloge
- "Spoj" (2008.)
- "Pink Express" (2009.)
- "Ništa osobno" kao Boris (2009.)
- "Grand Prix" (2009.)
- "Torta s čokoladom" kao Stalone (2010.)
- "Harakiri djeca" (2010.)
- "Tjelesne tekućine" kao Filip (2011.)
- "Fleke" kao Vlado (2011.)
- "Kotlovina" kao Krešo (2011.)
- "Bijela" (2013.)
- "Svećenikova djeca" kao don Šimun (2013.)
- "Ti mene nosiš" kao Filip (2015.)
- "Zagrebačke priče" (2015.)
- "Život je truba" kao Piko (2015.)
- "Narodni heroj Ljiljan Vidić" kao Vatroslav (2015.)
- "Fabijan" kao Fabijan (2016.)
- “Goran” kao Dragan (2016.)
- "Upside Down" kao gospodin Marić (2017.)
- "Slana voda" kao Alberto (2020.)
- "Illyricvm" kao Volsus (2022.)

### Kazališne uloge
- 2008. Albert Camus: Kaligula, režija: Tomaž Pandur, GDK Gavella
- 2009. David Lindsay Abaire: Zečja rupa, režija: Marko Torjanac, Planet ART
- 2010. Davor Špišić: Alabama, režija: Dario Harjaček GDK Gavella
- 2010. Charles Perrault: Mačak u čizmama, režija: Ivica Boban, Žar ptica
- 2010. Ivan Vidić: Dolina ruža, režija: Krešimir Dolenčić, GDK Gavella
- 2010. William Shakespeare: Oluja, režija: Lenka Udovički, Kazalište Ulysses
- 2010. Moliere: Tartuffe, režija: Marco Sciaccaluga, GDK Gavella
- 2011. Gogolj: Ženidba, režija: Mateja Koležnik, GDK Gavella
- 2011. Oliver Frljić: Mrzim istinu!, režija: Oliver Frljić, Teatar &TD
- 2012. Dubravko Mihanović: Prolazi sve, režija: Oliver Frljić, GDK Gavella
- 2012. Anton Pavlovič Čehov: Platonov ili Drama bez naslova, režija: Samo M. Strelec, GDK Gavella
- 2013. CJ Johnson: Njuške, režija: Matko Raguž, Teatar Exit
- 2014. Peter Shaffer: Amadeus, režija: Dora Ruždjak Podolski, GDK Gavella
- 2015. Ivor Martinić: Bojim se da se sada poznajemo, režija: Dominique Schnizer, GDK Gavella
- 2015. John Logan: Crveno, režija: Matko Raguž, Teatar Exit
- 2016. Ivana Sajko: “Gospođa Bovary”, Leon Dupuis, GDK Gavella
- 2017. Tena Štivičić: “Nevidljivi”, redatelj: Matijaž Pograjc
- 2018. Damir Karakaš : “Sjećanje šume”, redateljica:Tamara Damjanović, GDK Gavella
- 2018. Lee Hall: “Slikari rudari”, redatelj: Samo M.Strelec
- 2018.  Nina Mitrović: ”Susret”, redateljica: Nina Mitrović

### Sinkronizacija
- "Croods" kao Thunk (2013.)
- "Avioni, 2 " kao Teglić (2013., 2014.)
- "Gru na supertajnom zadatku" kao Antonio Perez (2013.)
- "Patuljci uzvraćaju udarac " kao Liam (2018.)
- "Petar Zecimir" kao Phil (2018.)

## Nagrade
- 2010. Zlatna Žar ptica (Naj, naj, naj festival) za ulogu Mačka u predstavi Mačak u čizmama.
- 2011. Nagrada hrvatskog glumišta (HDDU) za najbolju ulogu mladog umjetnika do 28 godina u predstavi Mrzim istinu!.
- 2012. Nagrada lista "Slobodna Dalmacija" (Marulićevi dani) za ulogu u predstavama Mrzim istinu! i Prolazi sve.
- 2012. Nagrada za najbolje ostvarenje mladog glumca (Festival bosanskohercegovačke drame, Zenica) za ulogu u predstavi Mrzim istinu!
- 2012. Nagrada "Sabrija Biser" (Dani satire Fadila Hadžića) za najboljeg mladog glumca za ulogu u predstavi Prolazi sve.

## Vanjske poveznice
- Filip Križan u internetskoj bazi filmova IMDb-u (engl.)
- Stranica na planet-art.hr  Arhivirana inačica izvorne stranice od 19. travnja 2010. (Wayback Machine)